# Fontana dei Bottini

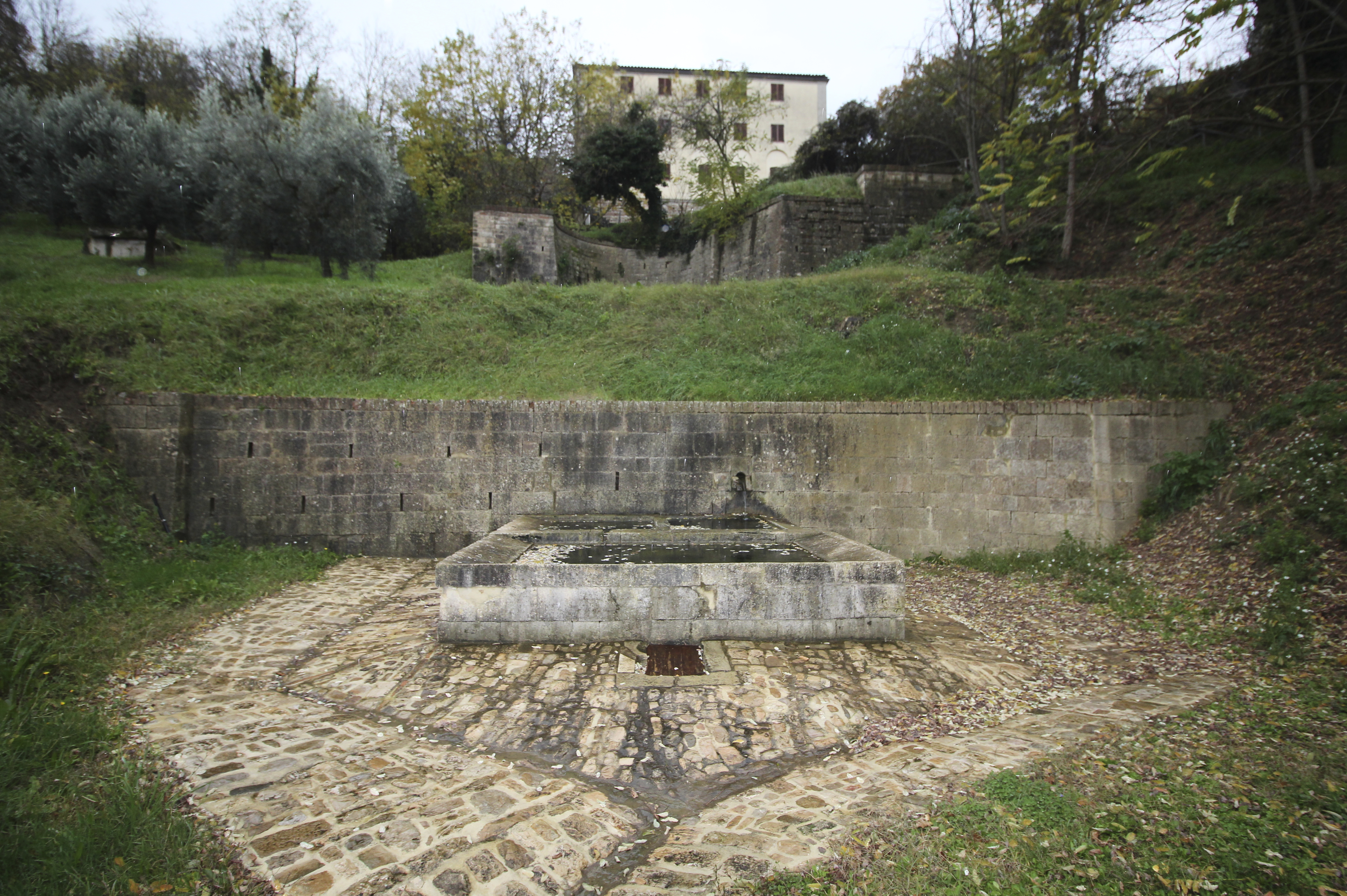
Fontana dei Bottini

La Fontana dei Bottini è un fontanile ottocentesco, utilizzato un tempo quale abbeveratoio di animali e lavatoio, situato sul versante orientale del colle di Todi (PG), poche centinaia di metri a valle delle antiche mura cittadine, in prossimità dell'ex Mattatoio comunale (quest'ultimo oggi riconvertito a palazzina residenziale).

## Storia e descrizione
Fu realizzata nel 1872 per utilizzare le acque drenate dal livello inferiore del complesso di gallerie ipogee scavate sin dall'inizio del secolo XIX per drenare l'acqua di falda che provocava il franamento di parte della città.
Il termine "bottino" è sinonimo di "cunicolo" e si riferisce alle gallerie che alimentano le vasche.
La fontana (utilizzata fino agli anni Sessanta del Novecento dalle locali lavandaie, poi abbandonata e finita completamente sepolta sotto terra), come anche le altre strutture circostanti, a partire dal 1999 è stata recuperata e restaurata dall'Associazione Culturale Toward Sky e attualmente è inserita nel Parco Storico della Fabbrica della Piana.